# 双溪毛糯
双溪毛糯是馬來西亞雪蘭莪州八打灵县白沙罗区的一个城镇也是八打灵县的巫金，距离吉隆坡市中心约16公里，世界第二大的双溪毛糯疗养院便位于此。

## 历史
双溪毛糯在马来语的意思为『竹子河』。

## 交通
双溪毛糯可通过南北大道113出口抵达。

### 公共交通
KA08  PYL04 双溪毛糯站是这里的主要铁路车站，提供KTM通勤铁路服务以及于2016年开放的99 加影线。

## 教育

### 政府学校
- 宋溪毛糯华小
- SK Bandar Baru Sungai Buloh
- SK Bukit Rahman Putra
- SJK (Tamil) Saraswathy
- SK Sg Pelong

### 国际学校
- HELP 国际学校
- IGB 国际学校
- elc 国际学校

## 基建

### 商场
- 双溪毛糯商场（SB Mall）
- 双溪毛糯宜康省
- TSB Commercial Centre
- T6 Light Grey
- ST Rosyam Mart Sg Buloh
- Jaya Grocer Sierramas

### 监狱
- 双溪毛糯监狱

### 医院
- 双溪毛糯医院
- 双溪毛糯疗养院[2]
- Putra Medical Centre Bukit Rahman Putra

### 高尔夫球场
- Kelab Rahman Putra Malaysia
- Valencia Golf Club

## 社区
双溪毛糯已崛起为大吉隆坡其中一个发展增长最迅速的地区。很大程度上可归功于其交通基础建设，包括多条高速大道、火车系统及捷运的发展。除此之外，其策略地理位置、交通便利及腹地广阔也让当地房地产市场发展一片大好。
双溪毛糯其中一些非常成功的高端住宅区有 Valencia、Sierramas、Bukit Rahman Putra 等。而开发中的桂莎白沙罗与 Elmina Business Park，预计将吸引更多新人口涌入。

## 政治
双溪毛糯属于双溪毛糯国会议席，该议席在马来西亚下议院的代表为来自人民公正党的西华拉沙。
同时，双溪毛糯属于巴也加拉斯州议席，该议席在雪兰莪州议会的代表为来自人民公正党的凯鲁丁·奥斯曼。